# Arabis scabra
Espèce
Classification phylogénétique
L'Arabette scabre, ou Arabis scabra, est une espèce de plante à fleurs du genre Arabis et de la famille des brassicacées.